# Ben Askren
 (mars 2024).
Si vous disposez d'ouvrages ou d'articles de référence ou si vous connaissez des sites web de qualité traitant du thème abordé ici, merci de compléter l'article en donnant les références utiles à sa vérifiabilité et en les liant à la section « Notes et références ».
Ben Askren est un ancien combattant professionnel américain de MMA et un ancien lutteur olympique. Né le 18 juillet 1984 à Hartland, Wisconsin, Askren est connu pour son style de lutte grappling dominant et ses performances dans le monde du MMA.

## Carrière en lutte
Ben Askren a commencé sa carrière de lutteur à l'Université du Missouri, où il a remporté deux championnats de la Division I de la NCAA (National Collegiate Athletic Association) en 2006 et 2007. Il a également représenté les États-Unis aux Jeux olympiques d'été de 2008 à Pékin, en Chine, terminant à la septième place dans la catégorie des 74 kg (163 lb).

## Carrière en MMA
Après sa carrière de lutte universitaire, Askren a fait le saut vers les arts martiaux mixtes en 2009. Il a rapidement acquis une réputation pour son style de lutte inégalé et sa capacité à contrôler ses adversaires sur le sol. Askren a combattu dans diverses organisations MMA, y compris Bellator MMA et One Championship, où il a remporté des titres de champion.
En 2019, Ben Askren a signé avec l'Ultimate Fighting Championship (UFC), l'organisation MMA la plus prestigieuse au monde. Son passage à l'UFC a suscité beaucoup d'anticipation et de débats parmi les fans de MMA. Il a affronté certains des meilleurs combattants de la division des poids mi-moyens de l'UFC, y compris Jorge Masvidal et Demian Maia.

## Retraite et post-carrière
En novembre 2019, Ben Askren a annoncé sa retraite du MMA professionnel. Depuis sa retraite, il est devenu un entraîneur et un commentateur MMA bien respecté. Il reste actif dans la communauté MMA en partageant ses connaissances et son expérience avec les combattants en herbe.

## Palmarès
- 2x Champion de la NCAA Division I (2006, 2007)
- Champion Bellator MMA Poids mi-moyens
- Champion One Championship Poids mi-moyens

## Vie personnelle
Ben Askren est marié et a plusieurs enfants. Il est également connu pour son activisme en faveur de la lutte amateur et du MMA, plaidant pour un meilleur soutien et une meilleure reconnaissance pour les athlètes de combat.

## Boxing career
En avril 2021, Ben Askren a affronté le vidéaste et boxeur amateur Jake Paul dans un combat de boxe très médiatisé. Askren, principalement connu pour ses compétences en lutte, a fait ses débuts en boxe professionnelle lors de cet événement. Le combat a eu lieu lors du spectacle "Triller Fight Club: Paul vs. Askren" à Atlanta, en Géorgie, aux États-Unis.
Malheureusement pour Askren, le combat s'est terminé rapidement, avec Jake Paul remportant la victoire par KO (coup de poing) technique au premier tour, à seulement 1 minute et 59 secondes du début du combat. Malgré sa défaite, le combat a généré une énorme attention médiatique et a marqué la première incursion officielle de Ben Askren dans le monde de la boxe professionnelle.